# Martin Dočekal
Martin Dočekal (* 7. prosince 1990 Třebíč) je český hokejový útočník, hráč SK Horácká Slavia Třebíč.

## Hráčská kariéra
Martin Dočekal se narodil v roce 1990 v Třebíči, v roce 2005 začal hrát za dorost SK Horácká Slavia Třebíč a v roce 2007 za juniorský tým. Roku 2010 nastoupil za A tým SK Horácká Slavia Třebíč v 1. české hokejové lize a od roku 2012 do roku 2019 nastupoval v české hokejové extralize za tým HC Kometa Brno, v sezóně 2019/20 postupně prošel týmy HC Kometa Brno, HC Sparta Praha a HC Vítkovice Ridera, v klubu HC Vítkovice Ridera působil i v roce 2020, kdy v klubu odehrál několik zápasů v rámci Generali Česká Cup.
Od roku 2022 je na celosezónním hostování v SK Horácká Slavia Třebíč s opcí na další sezónu, pokračoval v sezónách 2023/24 a 2024/25.
Má jediného syna Nicolase Dočekala.[zdroj?]

## Ocenění a úspěchy
- 2023 1.ČHL – Nejlepší útočník
- 2023 1.ČHL – Cena Tomáše Zelenky
- 2023 1.ČHL – Nejproduktivnější hráč
- 2023 1.ČHL – Nejlepší střelec v oslabení
- 2023 1.ČHL – All-Star tým
- 2024 1.ČHL – Nejlepší útočník
- 2024 1.ČHL – Cena Tomáše Zelenky
- 2024 1.ČHL – Nejlepší střelec
- 2024 1.ČHL – Nejproduktivnější hráč
- 2024 1.ČHL – Nejlepší střelec v přesilových hrách
- 2024 1.ČHL – All-Star tým
- 2025 1.ČHL – All-Star tým

## Prvenství
- Debut v ČHL – 13. září 2012 (Piráti Chomutov proti HC Kometa Brno)
- První asistence v ČHL – 28. září 2012 (HC Kometa Brno proti HC Mountfield)
- První gól v ČHL – 5. října 2012 (HC Energie Karlovy Vary proti HC Kometa Brno, českému brankáři Lukáši Mensatorovi)
- První hattrick v ČHL – 28. února 2017 (HC Kometa Brno proti Piráti Chomutov)

## Klubová statistika
| Sezóna         | Klub                     | Soutěž         |     | Základní část | Základní část | Základní část | Základní část | Základní část |    | Play off | Play off | Play off | Play off | Play off |
| Sezóna         | Klub                     | Soutěž         | Z   | G             | A             | B             | TM            | Z             | G  | A        | B        | TM       |          |          |
| 2010/11        | SK Horácká Slavia Třebíč | 1.ČHL          | 39  | 2             | 7             | 9             | 14            | 4             | 1  | 1        | 2        | 4        |          |          |
| 2011/12        | SK Horácká Slavia Třebíč | 1.ČHL          | 51  | 10            | 15            | 25            | 52            | 4             | 0  | 1        | 1        | 2        |          |          |
| 2012/13        | SK Horácká Slavia Třebíč | 1.ČHL          | 16  | 13            | 5             | 18            | 39            | 10            | 2  | 3        | 5        | 10       |          |          |
| 2012/13        | HC Kometa Brno           | ČHL            | 45  | 5             | 6             | 11            | 18            | 1             | 0  | 1        | 1        | 0        |          |          |
| 2013/14        | SK Horácká Slavia Třebíč | 1.ČHL          | 7   | 3             | 6             | 9             | 4             | 9             | 2  | 2        | 4        | 4        |          |          |
| 2013/14        | HC Kometa Brno           | ČHL            | 36  | 4             | 6             | 10            | 8             | –             | –  | –        | –        | –        |          |          |
| 2014/15        | SK Horácká Slavia Třebíč | 1.ČHL          | 11  | 4             | 4             | 8             | 4             | –             | –  | –        | –        | –        |          |          |
| 2014/15        | HC Kometa Brno           | ČHL            | 44  | 8             | 14            | 22            | 16            | 12            | 0  | 2        | 2        | 8        |          |          |
| 2015/16        | SK Horácká Slavia Třebíč | 1.ČHL          | 9   | 3             | 1             | 4             | 4             | –             | –  | –        | –        | –        |          |          |
| 2015/16        | HC Kometa Brno           | ČHL            | 44  | 6             | 7             | 13            | 22            | 4             | 1  | 0        | 1        | 2        |          |          |
| 2016/17        | HC Kometa Brno           | ČHL            | 50  | 10            | 8             | 18            | 22            | 14            | 1  | 1        | 2        | 6        |          |          |
| 2017/18        | HC Kometa Brno           | ČHL            | 51  | 10            | 12            | 22            | 16            | 6             | 1  | 0        | 1        | 2        |          |          |
| 2018/19        | HC Kometa Brno           | ČHL            | 45  | 9             | 4             | 13            | 30            | 10            | 1  | 0        | 1        | 2        |          |          |
| 2019/20        | HC Kometa Brno           | ČHL            | 13  | 0             | 1             | 1             | 8             | –             | –  | –        | –        | –        |          |          |
| 2019/20        | HC Sparta Praha          | ČHL            | 12  | 1             | 3             | 4             | 0             | –             | –  | –        | –        | –        |          |          |
| 2019/20        | HC Vítkovice Ridera      | ČHL            | 14  | 1             | 4             | 5             | 2             | –             | –  | –        | –        | –        |          |          |
| 2020/21        | HC Vítkovice Ridera      | ČHL            | 29  | 3             | 5             | 8             | 43            | 3             | 1  | 0        | 1        | 0        |          |          |
| 2020/21        | HC Škoda Plzeň           | ČHL            | 14  | 1             | 3             | 4             | 0             | –             | –  | –        | –        | –        |          |          |
| 2021/22        | HC Kometa Brno           | ČHL            | 33  | 1             | 0             | 1             | 12            | 5             | 0  | 0        | 0        | 2        |          |          |
| 2021/22        | SK Horácká Slavia Třebíč | 1.ČHL          | 24  | 12            | 12            | 24            | 6             | –             | –  | –        | –        | –        |          |          |
| 2022/23        | HC Vítkovice Ridera      | ČHL            | –   | –             | –             | –             | –             | 1             | 0  | 0        | 0        | 0        |          |          |
| 2022/23        | SK Horácká Slavia Třebíč | 1.ČHL          | 52  | 27            | 31            | 58            | 12            | 7             | 4  | 2        | 6        | 4        |          |          |
| 2023/24        | HC Vítkovice Ridera      | ČHL            | 2   | 1             | 2             | 3             | 2             | –             | –  | –        | –        | –        |          |          |
| 2023/24        | SK Horácká Slavia Třebíč | 1.ČHL          | 52  | 31            | 31            | 62            | 14            | 5             | 1  | 4        | 5        | 4        |          |          |
| 2024/25        | HC Vítkovice Ridera      | ČHL            | 4   | 2             | 0             | 2             | 0             | –             | –  | –        | –        | –        |          |          |
| 2024/25        | SK Horácká Slavia Třebíč | 1.ČHL          | 51  | 21            | 31            | 52            | 6             | 4             | 2  | 1        | 3        | 2        |          |          |
| ČHL celkově    | ČHL celkově              | ČHL celkově    | 436 | 62            | 75            | 137           | 201           | 56            | 5  | 4        | 9        | 22       |          |          |
| 1. ČHL celkově | 1. ČHL celkově           | 1. ČHL celkově | 312 | 126           | 143           | 269           | 155           | 43            | 12 | 14       | 26       | 30       |          |          |